# Centre de Recerca Berber
El Centre de Recerca Berber (en francès Centre de Recherche Berber, CRB) és un departament de l'Institut Nacional de Llengües i Civilitzacions Orientals (INALCO) especialitzat en les llengües amazigues. Fou fundat per Salem Chaker en gener de 1990 i és dirigit per l'amazic marroquí Abdellah Bounfour. El centre ha proposat una forma estàndard per l'alfabet amazic llatí. Publica una Revue des Études Berbères i l'Encyclopédie berbère.